# Aleksiejewka (rejon buriejski)
Aleksiejewka (ros. Алексеевка) – wieś (ros. seło) w południowo-wschodniej Rosji, terytorialnie i administracyjnie należąca do rejonu buriejskiego, w obwodzie amurskim. 
Według danych statystycznych z 2016 roku wieś Aleksiejewka zamieszkiwało 247 mieszkańców. 